# Туніська професійна ліга 1
Туніська професійна ліга 1 (араб. الرابطة المحترفة الأولى لكرة القدم, фр. Championnat de la Ligue Professionnelle 1) — найвищий футбольний дивізіон Тунісу. Ліга була створена в 1921 році.
У лізі виступають 16 команд, які проводять під час сезону 30 ігор. Найгірші три команди вилітають до Ліги 2.

## Чемпіони

### До здобуття незалежності (1921—1955)
| - 1921/22 : «Расинг» (Туніс) - 1922/23 : «Стад Голуа» (Туніс) - 1923/24 : «Стад Голуа» (Туніс) - 1924/25 : «Расинг» (Туніс) - 1925/26 : «Спортинг» (Туніс) - 1926/27 : «Стад Голуа» (Туніс) - 1927/28 : «Спортинг» (Туніс) - 1928/29 : «Авангард» (Туніс) - 1929/30 : «Тунізьєн» (Туніс) - 1930/31 : «Тунізьєн» (Туніс) - 1931/32 : «Італія» (Туніс) - 1932/33 :«Тунізьєн» (Туніс) | - 1933/34 : «Сфакс Рейлвейз» (Сфакс) - 1934/35 : «Італія» (Туніс) - 1935/36 : «Італія» (Туніс) - 1936/37 : «Італія» (Туніс) - 1937/38 : «Савуа де ля Гулет» (Туніс) - 1938/39 : «Габесьєн» (Габес) - 1939/40 : не проводився - 1940/41 : не проводився - 1941/42 : «Есперанс» (Туніс) - 1942/43 : не проводився - 1943/44 : не проводився | - 1944/45 : «Бізертен» (Бізерта) - 1945/46 : «Бізертен» (Бізерта) - 1946/47 : «Клуб Африкен» (Туніс) - 1947/48 : «Клуб Африкен» (Туніс) - 1948/49 : «Бізертен» (Бізерта) - 1949/50 : «Етуаль дю Сахель» (Сус) - 1950/51 : «Хаммам-Ліф» - 1951/52 : не проводився - 1952/53 : «Сфакс Рейлвейз» (Сфакс) - 1953/54 : «Хаммам-Ліф» - 1954/55 : «Хаммам-Ліф» |

### Після здобуття незалежності (1956—н.ч.)
| - 1955/56 : «Хаммам-Ліф» - 1956/57 : «Стад Тунізьєн» (Туніс) - 1957/58 : «Етуаль дю Сахель» (Сус) - 1958/59 : «Есперанс» (Туніс) - 1959/60 : «Есперанс» (Туніс) - 1960/61 : «Стад Тунізьєн» (Туніс) - 1961/62 : «Стад Тунізьєн» (Туніс) - 1962/63 : «Етуаль дю Сахель» (Сус) - 1963/64 : «Клуб Африкен» (Туніс) - 1964/65 : «Стад Тунізьєн» (Туніс) - 1965/66 : «Етуаль дю Сахель» (Сус) - 1966/67 : «Клуб Африкен» (Туніс) - 1967/68 : «Сфакс Рейлвейз» (Сфакс) - 1968/69 : «Сфаксьєн» (Сфакс) - 1969/70 : «Есперанс» (Туніс) - 1970/71 : «Сфаксьєн» (Сфакс) - 1971/72 : «Етуаль дю Сахель» (Сус) - 1972/73 : «Клуб Африкен» (Туніс) - 1973/74 : «Клуб Африкен» (Туніс) - 1974/75 : «Есперанс» (Туніс) | - 1975/76 : «Есперанс» (Туніс) - 1976/77 : «Кайруан» (Кайруан) - 1977/78 : «Сфаксьєн» (Сфакс) - 1978/79 : «Клуб Африкен» (Туніс) - 1979/80 : «Клуб Африкен» (Туніс) - 1980/81 : «Сфаксьєн» (Сфакс) - 1981/82 : «Есперанс» (Туніс) - 1982/83 : «Сфаксьєн» (Сфакс) - 1983/84 : «Бізертен» (Бізерта) - 1984/85 : «Есперанс» (Туніс) - 1985/86 : «Етуаль дю Сахель» (Сус) - 1986/87 : «Етуаль дю Сахель» (Сус) - 1987/88 : «Есперанс» (Туніс) - 1988/89 : «Есперанс» (Туніс) - 1989/90 : «Клуб Африкен» (Туніс) - 1990/91 : «Есперанс» (Туніс) - 1991/92 : «Клуб Африкен» (Туніс) - 1992/93 : «Есперанс» (Туніс) - 1993/94 : «Есперанс» (Туніс) - 1994/95 : «Сфаксьєн» (Сфакс) | - 1995/96 : «Клуб Африкен» (Туніс) - 1996/97 : «Етуаль дю Сахель» (Сус) - 1997/98 : «Есперанс» (Туніс) - 1998/99 : «Есперанс» (Туніс) - 1999/00 : «Есперанс» (Туніс) - 2000/01 : «Есперанс» (Туніс) - 2001/02 : «Есперанс» (Туніс) - 2002/03 : «Есперанс» (Туніс) - 2003/04 : «Есперанс» (Туніс) - 2004/05 : «Сфаксьєн» (Сфакс) - 2005/06 : «Есперанс» (Туніс) - 2006/07 : «Етуаль дю Сахель» (Сус) - 2007/08 : «Клуб Африкен» (Туніс) - 2008/09 : «Есперанс» (Туніс) - 2009/10 : «Есперанс» (Туніс) - 2010/11 : «Есперанс» (Туніс) - 2011/12 : «Есперанс» (Туніс) - 2012/13 : «Сфаксьєн» (Сфакс) - 2013/14 : «Есперанс» (Туніс) - 2014/15 : Клуб Африкен (Туніс) |  |

### Сумарна таблиця
| Клуб                | Чемпіони (з 1921) | Чемпіони (з 1956) |
| ------------------- | ----------------- | ----------------- |
| «Есперанс»          | 26                | 25                |
| «Клуб Африкен»      | 13                | 11                |
| «Етуаль дю Сахель»  | 9                 | 8                 |
| «Сфаксьєн»          | 8                 | 8                 |
| «Стад Тунізьєн»     | 4                 | 4                 |
| «Бізертен»          | 4                 | 1                 |
| «Хаммам-Ліф»        | 4                 | 1                 |
| «Італія»            | 4                 | 0                 |
| «Сфакс Рейлвейз»    | 3                 | 1                 |
| «Тунізьєн»          | 3                 | 0                 |
| «Стад Голуас»       | 3                 | 0                 |
| «Расинг»            | 2                 | 0                 |
| «Спортинг»          | 2                 | 0                 |
| «Кайруан»           | 1                 | 1                 |
| «Савуа де ля Гулет» | 1                 | 0                 |
| «Габезьен»          | 1                 | 0                 |
| «Авангард»          | 1                 | 0                 |